# هنری پینتا
هنری پینتا (انگلیسی: Henri Pinta; ۱۵ ژوئن ۱۸۵۶ – ۱۸ اکتبر ۱۹۴۴) نقاش اهل فرانسه بود.
وی همچنین برندهٔ جوایزی همچون لژیون دونور (شوالیه) و جایزه بزرگ رم شده‌است.